# Nat aardgas
Nat aardgas is aardgas dat ontstaat is bij de diagenese van organisch materiaal afkomstig van dood zeewier en plankton. Het is een bijproduct bij de vorming van aardolie en daarom wordt dit type gas meestal in de buurt van oliereservoirs gevonden.
De naam nat aardgas komt van het feit dat de organismen waarvan het organische materiaal afkomstig is in zee leefden. Dit is in tegenstelling tot droog aardgas.
Wanneer plankton afsterft bezinkt het op de zeebodem. Zo kunnen pakketten organisch materiaal ontstaan die begraven raken onder jonger sediment. De temperatuur en druk zullen toenemen, waardoor diagenese optreedt. Door ontgassing komt daarbij gas vrij en wordt uit het organisch materiaal bitumen gevormd en uiteindelijk aardolie. Het vrijgekomen gas ontsnapt meestal in de atmosfeer, maar kan soms bewaard blijven als zich in de ondergrond een ondoordringbaar afsluitingsgesteente boven de laag bevindt waaruit het gas afkomstig is.